# Bulbul ventreclar
El bulbul ventreclar (Phyllastrephus fulviventris) és una espècie d'ocell de la família dels picnonòtids (Pycnonotidae). Es troba a Angola, República Democràtica del Congo i Gabon. Els seus hàbitats principals són els boscos tropicals i subtropicals de frondoses humits de les terres baixes, la sabana seca i els matollars humits tropicals i subtropicals i les zones riberenques. El seu estat de conservació es considera de risc mínim.